# Museo del Risorgimento (Villafranca di Verona)
Il museo del Risorgimento di Villafranca di Verona nacque nel 1959 dall'idea di rendere permanente una mostra allestita in occasione del centenario dell'Armistizio di Villafranca. Fu realizzato in alcuni locali adiacenti alla cosiddetta "casa del Trattato", o più correttamente palazzo Bottagisio.

## Storia
Sul finire degli anni cinquanta del Novecento il comune di Villafranca curò l'allestimento, presso la "Casa del Trattato", di una mostra con stampe, manifesti e cimeli storici avuti in prestito da un collezionista privato di Cavriana. Nel 1959 vi fu il primo centenario della stipula della Pace di Villafranca, si pensò quindi di fondare un vero e proprio museo sul Risorgimento tramite l'acquisto del materiale dal proprietario e la realizzazione di un'esposizione permanente, che trovo spaziò nello stesso palazzo in cui si tenne la prima mostra.
Nel 1981, in occasione della prima mostra-mercato dell'antiquariato, tutto il materiale venne depositato in alcuni locali del municipio dove nel corso del tempo venne restaurato e catalogato e nel 1989 venne messo in mostra in una cantoria adiacente al castello Scaligero, vantando la visita a seguito dell'inaugurazione del presidente del Consiglio Giovanni Spadolini, studioso del periodo risorgimentale. Nel 2009, in occasione dei festeggiamenti per il 150º anniversario dell'Armistizio, il museo venne nuovamente trasferito nello storica Casa del Trattato, dove ha sede attualmente.

## Descrizione
Palazzo Gandini Morelli Bugna, detto il Bottagisio e meglio noto come "Casa del Trattato", è il palazzo che custodisce il museo del Risorgimento: si tratta di un edificio signorile costruito lungo via Pace intorno alla metà del Settecento, rimaneggiato e ampliato numerose volte. L'edificio è dotato di un cortile con barchessa e giardino botanico.
Il museo del Risorgimento si trova al piano terra, dove sono custoditi armi originali, stampe e diversi cimeli appartenuti agli eserciti che si combatterono durante le guerre d'indipendenza italiane, in particolare documenti e oggetti personali dei cittadini villafranchesi che si arruolarono tra le file dei garibaldini. Nel primo piano si trova invece la piccola sala in cui l'11 luglio 1859 si incontrarono, alcuni giorni dopo la battaglia di Solferino e San Martino, gli imperatori Francesco Giuseppe I d'Austria e Napoleone III di Francia, che stipularono l'Armistizio di Villafranca, ponendo la fine alla seconda guerra d'indipendenza italiana.